# Pézy
Pézy is een plaats en voormalige gemeente in het Franse departement Eure-et-Loir (regio Centre-Val de Loire) en telt 187 inwoners (1999). De plaats maakt deel uit van het arrondissement Chartres. Op 1 januari 2016 is Pézy gefuseerd met de gemeente Theuville tot de nieuw gevormde gemeente Theuville.

## Geografie
De oppervlakte van Pézy bedraagt 6,2 km², de bevolkingsdichtheid is 30,2 inwoners per km².
De onderstaande kaart toont de ligging van Pézy met de belangrijkste infrastructuur en aangrenzende gemeenten.

## Demografie
Onderstaande figuur toont het verloop van het inwonertal (bron: INSEE-tellingen).